# Dariusz Krupa (kierowca)
Dariusz Krupa (ur. 29 maja 1974) – polski kierowca wyścigowy, Mistrz Polski w wyścigach sprinterskich WSMP, zdobywca pierwszego miejsca w Klasie 7 Dywizji Narodowej Wyścigowych Samochodowych Mistrzostw Polski 2017 i 2018.
Od 2012 roku Przewodniczący Koła Porsche Automobilklubu Wielkopolski.
Pomysłodawca i twórca od 2008 roku amatorskiej imprezy sportowej Akademia Sportowej Jazdy Porsche rozwiniętej w Tor Poznań Track Day.
Organizator, promotor i wieloletni dyrektor Mistrzostw Okręgu poznańskiego PZM w Amatorskich Samochodowych Wyścigach Płaskich.
Twórca i właściciel zespołu wyścigowego "Track Day Team" wspierającego utalentowanych kierowców wyścigowych, złożonego z zawodników i instruktorów Tor Poznań Track Day.